# Birmingham Challenger 2001
Il Birmingham Challenger 2001 è stato un torneo di tennis facente parte della categoria ATP Challenger Series nell'ambito dell'ATP Challenger Series 2001. Il torneo si è giocato a Birmingham negli Stati Uniti dal 7 al 13 maggio 2001 su campi in terra verde.

## Vincitori

### Singolare
Irakli Labadze ha battuto in finale  James Blake con il punteggio di 6–2, 6–3

### Doppio
James Blake /  Mark Merklein hanno battuto in finale  Ramón Delgado /  Ignacio Hirigoyen con il punteggio di 7–5, 6–1